# Chanel Camryn
Chanel Camryn (* 17. September 2001 in Florida) ist eine US-amerikanische Pornodarstellerin.

## Werdegang

### Frühes Leben
Camryn wurde in Florida geboren und wuchs in Jacksonville auf. Ihr leiblicher Vater wurde wegen versuchten Mordes zunächst in einer Haftanstalt, später in einer psychiatrischen Klinik, inhaftiert, als sie erst sechs Monate alt war. Die Familie litt unter Armut, ihre Mutter übte zeitweilig mehrere Jobs gleichzeitig aus, um Camryn und ihre beiden Geschwister über die Runden zu bringen. Ihr späterer Stiefvater handelte mit Drogen; diesem entwendete Camryn mitunter Drogen, um sie in ihrer Schule selbst zu verkaufen. Als Kind und Jugendliche litt sie unter den Misshandlungen ihres Stiefvaters und dem sexuellen Missbrauch durch dessen Vater, sodass sie kurz vor ihrem 13. Geburtstag mit ihrer Mutter und ihren Geschwistern nach Seward in Alaska floh, nachdem sie sich ihrer Mutter offenbart hatte.
Mit 17 schloss sie dort – als erste in ihrer Familie – die Highschool ab und trat eine Stellung in der Verwaltung einer Pflegeeinrichtung an. Nach einem Jahr wechselte sie von der Verwaltung in die Pflege. Als 20-Jährige leitete sie die gesamte Einrichtung. Diese Stellung gab sie indes nach wenigen Monaten wieder auf, da sie dort unter psychischem Stress gelitten hatte und begonnen hatte, Alkohol missbräuchlich zu konsumieren.

### Karriere als Pornodarstellerin
Sie nahm dann eine Tätigkeit als Bikini Barista in einem Coffeeshop auf, wo sie also ihre Tätigkeit als Barista in einem Bikini ausübte. Über diese Tätigkeit gelangte sie im April 2022 in die Pornoindustrie. Sie begann ihre Karriere über einen Account bei Onlyfans, über den ein Agent auf sie aufmerksam wurde. Dieser vermittelte sie in die Agentur von Mark Spiegler. Nach der Aufnahme in Spieglers Agentur zog Camryn nach Los Angeles. Über dessen Vermittlung wurde sie für Projekte größerer Studios wie Vixen, Adult Time, Brazzers, Team Skeet, Naughty America und Cherry Pimps engagiert. Von ihrem Agenten werden insbesondere ihre Disziplin, ihre Professionalität und ihr schauspielerisches Talent gerühmt, ihre Regisseure schätzen daneben insbesondere ihre gute Laune, ihren Enthusiasmus und den Respekt gegenüber allen Mitwirkenden. Um ihre Karriere in Schwung zu bringen, drehte Camryn in ihren ersten Monaten durchschnittlich 15 bis 20 Szenen.
Bislang (Stand Januar 2025) hat sie in 279 pornographischen Filmen mitgewirkt. 2024 wurde ihr der AVN Award als Best New Starlet verliehen. Im selben Jahr erhielt sie in derselben Kategorie auch den XRCO Award. Bei den AVN-Award-Verleihungen 2025 erhielt sie wiederum zwei Auszeichnungen: Für ihre Rolle in Sunny Goldmelons wurde sie als beste Nebendarstellerin ausgezeichnet und erhielt für die Szene mit Jonni Darkko und Milan Ponjevic in Suck Balls 6 die Auszeichnung für die beste orale Sexszene.

## Trivia
Camryns Markenzeichen ist das Tattoo einer Rose über ihrem Brustbein zwischen ihren Brüsten. Deren Stiel besteht aus dem kursiv geschriebenen Wort Survivor (englisch für Überlebende[r]), um sie an die überstandenen schweren Zeiten zu erinnern.

## Auszeichnungen
- 2024: AVN Award – Best New Starlet[6]
- 2024: XRCO Award – New Starlet[7]
- 2025: AVN Award – Best Supporting Actress (in Sunny Goldmelons)[8]
- 2025: AVN Award – Best Oral Sex Scene (zusammen mit Jonni Darkko & Milan Ponjevic in Suck Balls 6)[8]